# GhostScript
Ghostscript е програма интерпретатор на езика PostScript и файлове с формат PDF.

## История
Ghostscript в началната си версия е написан от Л. Питър Дойч (на английски: L. Peter Deutsch) през 1986 г. към Проекта GNU под лиценза GNU General Public License. По-късно той създава Aladdin Enterprises, за да лицензира Ghostscript като частна лицензия. Ghostscript в днешно време принадлежи на компанията Artifex Software като се поддържа от нейните програмисти. Последните версии на тази програма отново са достъпни под лиценза GPL, програмата може да бъде лицензирана за използване в частни проекти при съответното заплащане.

## Възможности
Ghostscript може да конвертира файловете на PostScript в различни графични формати, както и да изкарва на екрана интерпретираното съдържание, а също да разпечатва графичното съдържание на принтери поддържащи PostScript. Поради тези си качества често е използван като „виртуален принтер“ за създаване на документи във форматите PDF или PostScript от програми, не поддържащи тези два формата.
Ghostscript може също да се използова като процесор на растерни изображения (RIP) при растерни принтери – например, като входен филтър за LPD или като RIP механизъм в програми за разглеждане на PDF или PostScript файлове.
Доколкото Ghostscript е интерпретатор на език, то той може да се използва и като универсална среда за програмиране. Ghostscript е реализиран на много операционни системи, включително Unix, Linux, Mac OS, OpenVMS, Microsoft Windows, MS-DOS, FreeDOS, OS/2 и AmigaOS.
Поддържани файлови формати:
- BMP
- Encapsulated PostScript
- G3, G4
- JPEG
- PCL-XL (PCL 6) – Printer Command Language
- PCX
- PDF
- PNG
- PNM – Portable anymap
- PSD
- PostScript
- TIFF
- X Window System
- XCF – eXperimental Computing Facility

## Програми които са графична обвивка на Ghostscript
Създадени са програми, които позволяват PostScript или PDF файлове да се разглеждат на екрана, както и да се разпечатват на принтер.
Ghostview работи под Unix/X11. Тя притежава специфични само за нея функции на потребителския интерфейс: плъзгането на мишката върху изображението го придвижва в обратна посока.
- GV работи под Unix/X11. Тя е визуално подобрена версия на Ghostview. Поведението на интерфейса е подобен на Ghostview.
- Mgv работи под Unix/X11. Тя е една от най-удобните програми за работа с Ghostscript. Разполага с по-конвенционален потребителски интерфейс, редовни менюта, лента с инструменти, както и плъзгач.
- GSview работи под Microsoft Windows, OS/2 и UNIX-базирани операционни системи. Най-употребявана е при работа под Windows и OS/2. В среда на UNIX използва GTK Toolkit. Въпреки че e под Public License, потребителите се приканват да подкрепят развитието на GSview. Таксата за регистрация е 40 AUD. Софтуерът привидно е изоставен, като не са изнасяни съобщения за пресата от няколко години.
- PDF Blender е крос-платформено приложение, което превръща и обединява документи от и на PostScript и PDF формати.
- Moonshiner трансформира PostScript файлове в PDF, изпълнявайки ролята на Adobe's Distiller в Linux.
- KGhostView работи под Unix/X11. Той е KDE3 порт за Ghostview.
- Okular работи под Unix/X11 и Microsoft Windows (като се използва KDE4 за Windows). Това е KDE4 приложение.
- PDFcreator работи под Microsoft Windows и създава локален принтер.